# Алиша Кийс
Алиша Кийс (на английски: Alicia Keys) е американска R&B и соул певица.

## Биография
Родена е на 25 януари 1981 г. в Манхатън, Ню Йорк, САЩ, като Алиша Оджело Кук (Alicia Augello Cook). Работила е в дуети с изпълнители като MJB, Даяна Рос, Ноториъс Би Ай Джи, Джанет Джексън, Нас, Лорин Хил, Принс, Ийв и др.
Дебютният албум на Алиша Кийс, озаглавен Songs in A Minor, жъне голям успех, продавайки се в над 12 милиона копия по целия свят. През 2001 г. Кийс е най-добре продаващият се нов изпълнител и най-продаваният R&B изпълнител. Songs in A Minor носи на певицата пет награди Грами през 2002 г., включително за „Най-добър млад изпълнител“ и „Песен на годината“ за „Fallin'“.
Вторият ѝ студиен албум The Diary of Alicia Keys, се появява през 2003 г. и също има голям търговски успех с 9 милиона реализирани копия.
Алиша Кийс притежава плътен контраалт с три октави.

## Дискография

### Студийни албуми
- Songs in A Minor (2001)
- The Diary of Alicia Keys (2003)
- As I Am (2007)
- The Element Of Freedom (2009)
- Girl on Fire (2012)
- Here (2016)
- Alicia (2020)
- Keys (2021)
- Santa Baby (202

### Компилации
- The Platinum Collection (2010)

### Ремикс албуми
- Remixed (2008)

### Live албуми
- Unplugged (2005)
- VH1 Storytellers (2013)

### EP албуми
- The Vault Playlist, Vol. 1 (2017)

### Сингли
- Fallin' (2001)
- A Woman's Worth (2002)
- How Come You Don't Call Me (2002)
- Girlfriend (2002)
- You Don't Know My Name (2003)
- Diary (2004)
- My Boo (2004)
- Karma (2004)
- Unbreakable (2005)
- Every Little Bit Hurts (2006)
- No One (2007)
- Like You'll Never See Me Again (2007)
- Teenage Love Affair (2008)
- Superwoman (2008)
- Another Way to Die (2008)
- Doesn't Mean Anything (2009)
- Try Sleeping with a Broken Heart (2009)
- Put It in a Love Song (2010)
- Empire State of Mind (Part II) Broken Down (2010)
- Un-Thinkable (I'm Ready) (2010)
- Wait Til You See My Smile (2010)
- Girl on Fire (2012)
- Brand New Me (2012)
- New Day (2013)
- Fire We Make (2013)
- Tears Always Win (2013)
- It's on Again (2014)
- In Common (2016)
- Blended Family (What You Do for Love) (2016)
- Us (2018)
- Raise a Man (2019)
- Calma (Alicia Remix) (2019)
- Show Me Love (2019)
- Time Machine (2019)
- Underdog (2020)
- Good Job (2020)
- Perfect Way to Die (2020)
- So Done (2020)
- Love Looks Better (2020)
- A Beautiful Noise (2020)
- Lala (2021)
- Best of Me (2021)
- City of Gods (2022)
- City of Gods (Part II) (2022)
- Trillions (2022)
- December Back 2 June (2022)
- Come for Me (2023)

## Турнета
- Songs in A Minor Tour (2001 – 2002)
- Verizon Ladies First Tour (2004)
- The Diary Tour (2005)
- As I Am Tour (2008)
- Freedom Tour (2010)
- Piano & I: A One Night Only Event (2011)
- Set The World On Fire Tour (2013)
- Alicia: The World Tour (2021 – 2022)
- Keys to the Summer Tour (2023)

## Награди
Към 2025 г. Алиша Кийс има 17 награди „Грами“ и 32 номинации.